# Mazzuca (famiglia)
Mazzuca (dall'albanese: Muzaka, in greco: Ματσούκα, Matsouka; err. Mazzucca) è il cognome di un'antica casata albanese (arvanitica) stabilitasi dal XVI sec. nella provincia di Cosenza e proveniente da Corone, in Morea (attuale Grecia, nel Peloponneso). 
È una delle principali famiglie albanesi d'Italia (arbëreshë) e discende da uno dei sette valorosi nobili generali che accompagnarono Giorgio Castriota Skanderbeg dall'Epiro nel reame di Napoli nel XV secolo per aiutare Ferdinando I contro gli Angioini.

## Persone
- Carla Mazzuca, giornalista e donna politica italiana, past president del Club UNESCO di Roma.
- Giancarlo Mazzuca, giornalista, politico e già membro del Consiglio d'amministrazione della Rai.
- Mario Mazzuca, avvocato, stella d'oro al merito sportivo e pioniere del rugby.
- Federica Mazzuca[5], medico chirurgo, oncologa, professore universitario, "Sapienza" Università di Roma